# DJ Desue

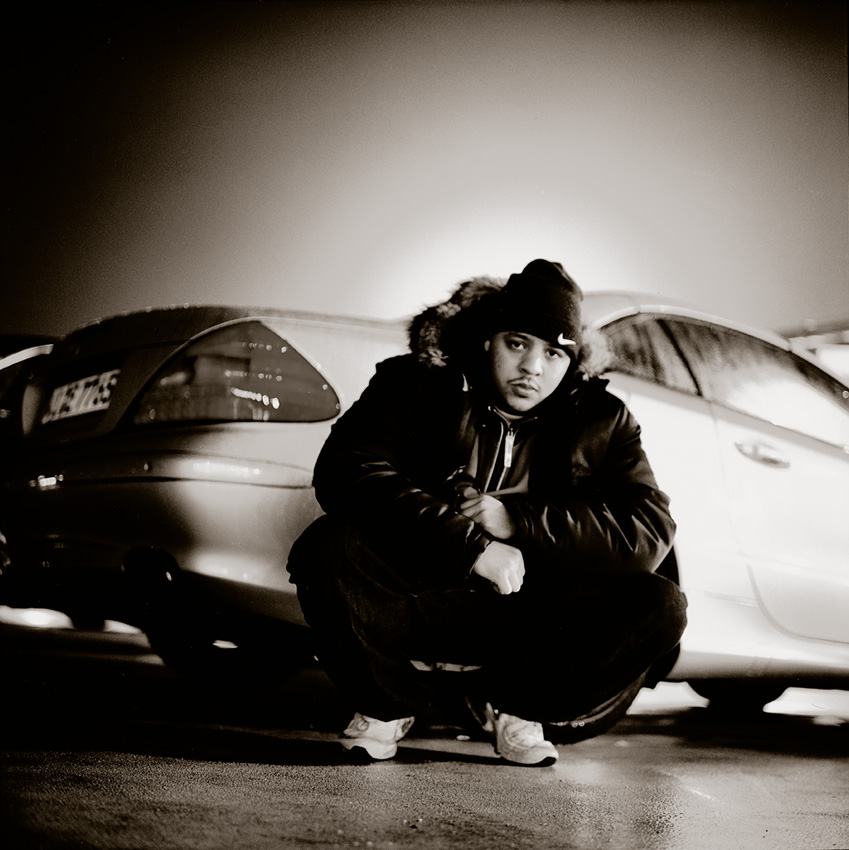
DJ Desue in Berlin (2002)

DJ Desue (* 23. April 1979; bürgerlich Haschim Elobied) ist ein Berliner DJ und Hip-Hop-Produzent mit sudanesischen Wurzeln.

## Biografie
Mit 14 Jahren legt DJ Desue in Berliner Clubs Platten auf. Bei Kiss FM ist er Co-Moderator der Sendung Kiss FM Outline. 2000 produzierte DJ Desue für den ausführenden New Yorker Musikproduzenten Julian Smith mit an der Hip-Hop-Compilation O.L.C. 2001 erschien er auf dem ebenfalls von Smith produzierten Hip-Hop-Album Fuk Toemack – ein Diss-Track gegen DJ Tomekk, für den er kurz zuvor einen Remix für 123 ...rhymes galore produziert hatte – mit den Rappern Samy Deluxe, KC da Rookee und D-Flame. Am 2. September 2002 erschien sein erstes eigenes Album Art Of War bei Universal Music, auf dem unter anderem Jan Delay, Kool Savas oder Afrob mitwirkten. 2011 produzierte er fast alle Songs zu dem Soundtrack des Films Blutzbrüdaz; Erick Sermon steuerte als einziger US-Amerikaner den Song „Make Room“ zum Soundtrack bei. 2015 beschwerte sich DJ Desue öffentlich darüber, dass sich Sermon fälschlicherweise als Produzent des Songs auswies. DJ Desue schreibt und produziert für viele bekannte Künstler der deutschen Hip-Hop-Szene unter anderem für Sido, Bushido, Massiv, Fler und Samy Deluxe.

## Diskografie

### Studioalben
| Jahr | Titel      | Höchstplatzierung, Gesamtwochen, AuszeichnungChartsChartplatzierungen (Jahr, Titel, Platzierungen, Wochen, Auszeichnungen, Anmerkungen) | Anmerkungen                |
| Jahr | Titel      | DE | Anmerkungen                |
| ---- | ---------- | --- | -------------------------- |
| 2002 | Art of War | DE41 (3 Wo.)DE | Erstveröffentlichung: 2002 |

### Mixtapes
- 2003: The Breakout (mit DJ Devin)
- 2004: Double Impact (mit Plattenpapzt)
- 2005: Strictly Hip-Hop Mixtape Vol. 1

### Singles
| Jahr | Titel Album                | Höchstplatzierung, Gesamtwochen, AuszeichnungChartplatzierungen (Jahr, Titel, Album, Platzierungen, Wochen, Auszeichnungen, Anmerkungen) | Höchstplatzierung, Gesamtwochen, AuszeichnungChartplatzierungen (Jahr, Titel, Album, Platzierungen, Wochen, Auszeichnungen, Anmerkungen) | Höchstplatzierung, Gesamtwochen, AuszeichnungChartplatzierungen (Jahr, Titel, Album, Platzierungen, Wochen, Auszeichnungen, Anmerkungen) | Anmerkungen                                                       |
| Jahr | Titel Album                | DE | AT | CH | Anmerkungen                                                       |
| ---- | -------------------------- | --- | --- | --- | ----------------------------------------------------------------- |
| 2021 | Pink Panther 2 Gringoworld | DE36 (1 Wo.)DE | AT63 (1 Wo.)AT | CH57 (1 Wo.)CH | Erstveröffentlichung: 6. August 2021 Gringo feat. Sido & DJ Desue |

Weitere Singles
- 2001: Fuk Toemack (mit D-Flame, KC Da Rookee & Samy Deluxe)
- 2001: Sag mir wie es wär (Brooke Russell feat. Samy Deluxe & DJ Desue)
- 2002: Art of War (feat. Afrob & Nature)
- 2022: Rollen Laut (Cashmo feat. Olexesh & DJ Desue)
- 2023: Roter Velour (mit Samy Deluxe)

### Produktionen (Auswahl)
- 1993: 21 1 Twennyfosevan (mit Cue)
- 1996: Hadi Köckle (mit F.U.)
- 1999: Wortwechsel (KC Da Rookee)
- 1999: Buffalo Soldier (KC Da Rookee feat. Mystic Dan)
- 2000: Ein Album Namens Bernd (MC Rene)
- 2000: Operation Leftcoast (O.L.C.) (mit Julian Smith)
- 2001: Gangsters (Spectacular & Spezializtz)
- 2001: Sag mir wie es wär (Brooke Russell feat. Samy Deluxe)
- 2001: Adriano (Letzte Warnung) (Brothers Keepers)
- 2001: Fuk Toemack (mit D-Flame, KC Da Rookee & Samy Deluxe)
- 2001: Master Blaster (KC Da Rookee)
- 2002: Daniel X (D-Flame)
- 2002: Kinzdome Come (KMC)
- 2002: Sag Bescheid (feat. Sentence)
- 2002: Art of War (feat. Afrob & Nature)
- 2002: Laller (Massive Töne)
- 2002: Four Fists (Part II) (KC Da Rookee feat. Samy Deluxe, Afrob & D-Flame)
- 2003: 2 Fast 2 Furious (feat. AG & Party Arty)
- 2003: Rocafella Remixed (Memphis Bleek & Beanie Sigel)
- 2003: Is wie’s is (ASD)
- 2003: Vaterlos auf (ASD)
- 2004: Wie ein Gee (Aggro Berlin)
- 2004: Tu was ich tu (Samy Deluxe)
- 2004: Ha Ha Ha (Samy Deluxe)
- 2004: Sag mir, was du siehst (Samy Deluxe)
- 2004: Diverse auf Electro Ghetto von Bushido
- 2005: Diverse auf Hammer von Afrob
- 2005: A.G.G.R.O (Fler)
- 2005: Diverse auf Streetlife Report von Dean Dawson
- 2005: Sentino’s way: Fall und Aufstieg (Sentino)
- 2005: Sentino’s way II: La Vida Loca (Sentino)
- 2006: Berliner Schnauze Remix (Bass Sultan Hengzt)
- 2005: Schlampe (Fler & Bass Sultan Hengzt)
- 2006: Dumm fickt gut (Bass Sultan Hengzt)
- 2006: Diverse auf Trendsetter von Fler
- 2006: Kinderzimmerhorrorfilm (Kaisa)
- 2006: Gerne groß (Kaisa)
- 2006: Handy Nr. (Aggro Berlin)
- 2006: GZSZ (Sido)
- 2006: Ficken (Sido)
- 2006: Ich bin ein Rapper (Sido)
- 2007: Wer will Stress (Fler)
- 2007: Kein Gott (Sido)
- 2007: Neger Neger (B-Tight)
- 2007: Ein Schlag (B-Tight)
- 2007: Spielverderber (B-Tight)
- 2007: Mein Schicksal (Alpa Gun)
- 2007: Kuck (Alpa Gun)
- 2007: Al Massiva (Massiv)
- 2007: Glaub an dich selbst (Massiv)
- 2007: Auf und ab und (Tony D)
- 2007: 2 zuviel (Tony D)
- 2007: Du kennst einen Dreck (Joe Rilla)
- 2007: Ich schwörs bei Mom (Joe Rilla)
- 2008: Jeder gegen jeden (Fler)
- 2008: Gangster Flows (Fler)
- 2008: Diverse auf Fremd im eigenen Land von Fler
- 2008: Diverse auf Ein Mann, ein Wort von Massiv
- 2008: Kopf durch die Wand (Fler)
- 2008: Ich bin so gaga (Sido)
- 2008: Ich und meine Katze (Sido)
- 2008: Kanacks & Hools (Sido)
- 2009: Intro (B-Tight)
- 2008: Auf die Fresse (Aggro Berlin)
- 2009: Geburtstag (Sido)
- 2009: Wenn das alles ist (Sido)
- 2011: Verreckt (Bushido)
- 2011: Jeannie (DJ Desue Remix) (MC Basstard)
- 2011: Vorsicht zerbrechlich (Doreen)
- 2011: Haus aus Gold (23)
- 2011: Diverse auf Blützbrüdaz – Die Mukke zum Film von Sido
- 2012: Outro (Haftbefehl)
- 2012: Der Chef (Sido)
- 2012: 2010 (Sido)
- 2012: Bis ich nicht mehr bin (Sido)
- 2013: Bombe, Feuer, Benzin (Liquit Walker, Sido & Bass Sultan Hengzt)
- 2013: 90 BPM (Liquit Walker)
- 2013: 30-11-80 (Sido)
- 2014: Sporttasche (Bushido)
- 2014: Jeder meine Freunde (Bushido)
- 2014: Anders (Eko Fresh)
- 2015: Junge aus den 90ern (Nicone)
- 2015: Blockbasta (ASD)
- 2015: Non (ASD)
- 2015: Diverse auf VI von Sido
- 2016: Diverse auf Das goldene Album von Sido
- 2019: Diverse auf Ich und keine Maske von Sido
- 2021: Pink Panther 2 (Gringo feat. Sido)
- 2023: Roter Velour (mit Samy Deluxe)

## Auszeichnungen
Hiphop.de Awards
- 2007: in der Kategorie „Bester DJ (Deutsch)“[10]
- 2008: in der Kategorie „Bester DJ national“[11]
- 2008: in der Kategorie „Bester Produzent national“[11]